# Maurilio De Zolt
Maurilio De Zolt (* 25. September 1950 in San Pietro di Cadore) ist ein ehemaliger italienischer Skilangläufer.

## Werdegang
De Zolt wurde erst im Alter von 27 Jahren im Jahr 1977 in die Nationalmannschaft aufgenommen. Sein internationales Debüt gab er mit 29 Jahren bei den Olympischen Winterspielen 1980 in Lake Placid. Seine beste Platzierung war Rang 20 über 30 km.
Sein Debüt im Rahmen des Skilanglauf-Weltcups gab er am 24. Januar 1982 in Brusson. Als 17. verpasste er dabei über 30 km nur knapp die Punkteränge. Bei den folgenden Nordischen Skiweltmeisterschaften 1982 in Oslo erreichte er über 30 km den 13. Platz. Über 15 km belegte er Rang 17, bevor er über die 50-km-Langdistanz auf einem guten achten Platz ins Ziel lief. Zwei Wochen später, am 7. März 1982 in Lahti, stand er als Dritter über 50 km zum ersten Mal auf einem Podestplatz. Auch beim folgenden Weltcup in Oslo landete er als Siebenter unter den besten zehn.
Auch in der folgenden Saison 1982/83 sowie im Folgejahr gelangen ihm gute Ergebnisse, so dass er mit guten Leistungen zu den Olympischen Winterspielen 1984 in Sarajevo fuhr. Über 15 sowie über 30 km landete er auf Rang neun, bevor er mit der Staffel den siebenten Platz erreichte. Im abschließenden 50-km-Rennen lief er als 22. ins Ziel.
Im folgenden Januar lief De Zolt mit Rang drei bei den Nordischen Skiweltmeisterschaften 1985 über 15 km in Seefeld in Tirol auf einen Podestplatz. Über 50 km verlief das Rennen für ihn noch besser, so dass er am Ende Silber gewinnen konnte. Auch mit der Staffel sicherte er sich die Silbermedaille.
Zwei Jahre später gewann er bei den Nordischen Skiweltmeisterschaften 1987 in Oberstdorf den Titel über 50 km in der freien Technik. Über 15 km war er zuvor nur auf Rang 14 ins Ziel gekommen.
Bei den folgenden Olympischen Winterspielen 1988 in Calgary gewann er hinter Gunde Svan Silber über 50 km. Auch in den weiteren Disziplinen belegte er jeweils einen Top-10-Rang.
Bei den Nordischen Skiweltmeisterschaften 1989 in Lahti blieb De Zolt erstmals ohne Medaille. Auch bei den Nordischen Skiweltmeisterschaften 1991 im Val di Fiemme blieb er ohne Medaille. Bestes Ergebnis war Rang vier mit der Staffel.
Bei den Olympischen Winterspielen 1992 in Albertville gewann er Silber über die 50-km-Langdistanz. Nachdem er dasselbe Ergebnis mit der 4 × 10-km-Staffel bei den Nordischen Skiweltmeisterschaften 1993 in Falun erreicht hatte, gelang ihm schließlich bei den Olympischen Winterspielen 1994 in Lillehammer mit seinen mittlerweile 43 Jahren mit der Goldmedaille in der 4 × 10-km-Staffel sein größter Erfolg. Er war damit der älteste Goldmedaillengewinner bei Olympischen Winterspielen bis zu diesem Zeitpunkt. Jedoch beendete er seine aktive Karriere wenig später zum Saisonende.
Im Januar 1997 startete De Zolt noch einmal bei zwei FIS-Rennen in Nové Město na Moravě. Es waren seine letzten beiden Starts.
Gemeinsam mit seinen Staffelmitgliedern von 1994 war er Fackelträger bei der Eröffnungsfeier zu den Olympischen Winterspielen 2006 in Turin.
Wie kein zweiter Läufer profitierte der kleine Italiener, der wegen seines Laufstils „Grillo“ (zu deutsch „Grille“) genannt wurde, von der Einführung der Skatingtechnik. Im Verlauf seiner 17 Jahre dauernden Karriere sicherte De Zolt insgesamt 18 nationale Titel, davon 10 über 50 km sowie jeweils vier über 15 und 30 km.
Von Beruf war De Zolt Maschinentechniker und war 30 Jahre lang bei der lokalen Feuerwehr als Feuerwehrmann aktiv. Bei den World Fireman Championships wurde er einmal Zweiter im Leiterklettern.

## Erfolge

### Olympische Winterspiele
- 1988 in Calgary: Silber über 50 km
- 1992 in Albertville: Silber über 50 km
- 1994 in Lillehammer: Gold mit der Staffel

### Weltmeisterschaften
- 1985 in Seefeld: Silber über 50 km, Silber mit der Staffel, Bronze über 15 km
- 1987 in Oberstdorf: Gold über 50 km
- 1993 in Falun: Silber mit der Staffel

### Weltcupsiege im Einzel
| Nr. | Datum            | Ort        | Disziplin                        |
| --- | ---------------- | ---------- | -------------------------------- |
| 1.  | 19. Februar 1987 | Oberstdorf | 50 km Freistil Individualstart 1 |

### Siege bei Continental-Cup-Rennen
| Nr. | Datum         | Ort       | Disziplin      | Serie           |
| --- | ------------- | --------- | -------------- | --------------- |
| 1.  | 28. März 1993 | Rovaniemi | 30 km Freistil | Continental Cup |

## Platzierungen im Weltcup

### Weltcup-Statistik
Die Tabelle zeigt die erreichten Platzierungen im Einzelnen.
- 1.–3. Platz: Anzahl der Podiumsplatzierungen
- Top 10: Anzahl der Platzierungen unter den ersten zehn
- Punkteränge: Anzahl der Platzierungen innerhalb der Punkteränge
- Starts: Anzahl gelaufener Rennen in der jeweiligen Disziplin
- Hinweis: Bei den Distanzrennen erfolgt die Einordnung gemäß FIS.

| Platzierung         | Distanzrennen a | Distanzrennen a | Distanzrennen a | Distanzrennen a | Distanzrennen a | Skiathlon Verfolgung | Sprint | Etappen- rennen b | Gesamt | Team c | Team c  |
| Platzierung         | ≤ 5 km          | ≤ 10 km         | ≤ 15 km         | ≤ 30 km         | > 30 km         | Skiathlon Verfolgung | Sprint | Etappen- rennen b | Gesamt | Sprint | Staffel |
| ------------------- | --------------- | --------------- | --------------- | --------------- | --------------- | -------------------- | ------ | ----------------- | ------ | ------ | ------- |
| 1. Platz            |                 |                 |                 |                 | 1               |                      |        |                   | 1      |        |         |
| 2. Platz            |                 |                 |                 |                 | 3               |                      |        |                   | 3      |        |         |
| 3. Platz            |                 |                 | 1               |                 | 5               |                      |        |                   | 6      |        |         |
| Top 10              |                 |                 | 5               | 6               | 14              |                      |        |                   | 25     |        |         |
| Punkteränge         |                 |                 | 9               | 10              | 14              | 1                    |        |                   | 34     |        |         |
| Starts              |                 | 1               | 9               | 11              | 14              | 1                    |        |                   | 36     |        |         |
| Stand: Karriereende |                 |                 |                 |                 |                 |                      |        |                   |        |        |         |

### Weltcup-Gesamtplatzierungen
| Saison  | Platz | Punkte |
| ------- | ----- | ------ |
| 1981/82 | 13.   | 54     |
| 1982/83 | 30.   | 26     |
| 1983/84 | 22.   | 38     |
| 1984/85 | 13.   | 49     |
| 1985/86 | 28.   | 15     |
| 1986/87 | 21.   | 27     |
| 1987/88 | 12.   | 45     |
| 1988/89 | 37.   | 10     |
| 1989/90 | 25.   | 18     |
| 1990/91 | 9.    | 62     |
| 1991/92 | 12.   | 39     |
| 1992/93 | 16.   | 171    |
| 1993/94 | 15.   | 153    |

## Auszeichnungen
- 1994: Weltmannschaft des Jahres mit der italienischen Skilanglaufstaffel bei der Wahl der Gazzetta dello Sport (gemeinsam mit Marco Albarello, Giorgio Vanzetta und Silvio Fauner)